# Peebles (Schottland)
Peebles, schottisch-gälisch: Na Pùballan, ist eine Kleinstadt im Nordwesten der schottischen. Sie war namensgebende Hauptstadt der traditionellen Grafschaft Peeblesshire sowie zwischen 1975 und 1996 des nahezu deckungsgleichen Distrikts Tweeddale. Sie liegt rund 29 Kilometer westlich von Galashiels und 37 Kilometer südlich von Edinburgh an der Mündung des Eddleston Water in den Tweed. Mit dem Ven Law erhebt sich der Hausberg Peebles rund einen Kilometer nordwestlich des Stadtzentrums. Am östlichen Stadtrand mündet der Soonhope Burn in den Tweed. Nach Nordosten erstrecken sich die Moorfoot Hills mit dem Glentress Forest.

## Geschichte
Der schottische König David I. unterhielt im heutigen Zentrum von Peebles eine Burg. Von Peebles Castle sind heute keine sichtbaren Spuren mehr vorhanden. Vermutlich wurde es im Laufe der Schottischen Unabhängigkeitskriege zerstört.
Auch in den folgenden Jahrhunderten hinterließen schottische Könige ihre Spuren in Peebles. So stiftete Alexander III. im 13. Jahrhundert die Cross Kirk. Das heute noch als Ruine erhaltene Gebäude wurde 1474 zu einem Konvent des Trinitarier-Ordens erhoben. Vermutlich schon im 12. Jahrhundert entstand die St Andrew’s Church.
In den 1540er Jahren hinterließen englische Truppen Zerstörungen in Peebles. 1607 brannte die Stadt schließlich weitgehend nieder. Cromwells Truppen quartierten 1656 in der Stadt.
Peebles zählt zu den ältesten Royal Burghs in Schottland. Im Laufe des 18. Jahrhunderts entwickelte sich die Kleinstadt zu einem Zentrum der Bierbrauerei. Im Laufe der folgenden Jahrhunderte kamen mit der Wollverarbeitung und später dem Tourismus weitere Wirtschaftszweige hinzu.
Die Kleinstadt ist Standort dreier Grundschulen. Von diesen wurde die Kingsland Primary School 2011 für die beste Bildungsarchitektur in Schottland ausgezeichnet. Bei der ansässigen Peebles High School handelt es sich um die schülerstärkste weiterführende Schule in den Scottish Borders.
Nachdem im Rahmen der Zensuserhebung 1961 5548 Einwohner in Peebles gezählt wurden, stieg die Einwohnerzahl in den folgenden Jahrzehnten stetig an. Die Zensuserhebung 2011 ergab einen Stand von 8376 Einwohnern.

## Verkehr
Mit der Tweed Bridge wurde um 1470 eine bedeutende Querung des Tweed geschaffen. Heute ist Peebles an der Einmündung der aus Penicuik kommenden A703 in die A72 (Galashiels–Hamilton) gelegen. Mit der nach Edinburgh führenden Peebles Railway erhielt die Kleinstadt 1855 ihren ersten Anschluss an die Eisenbahn. Zeitweise befanden sich drei Bahnhöfe innerhalb des Stadtgebiets. Die Bahnhöfe Peebles Old und Peebles New entlang der Peebles Railway entstammen einer Verlegung des Bahnhofs nach Streckeneröffnung. Peebles Old wurde danach lediglich als Güterbahnhof genutzt. Der Bahnhof Peebles West lag hingegen an der Caledonian Railway. Erstere Strecke wurde in den 1960er, letztere bereits in den 1950er Jahren geschlossen. Als Denkmal der höchsten Kategorie A ist der rund 1,5 km westlich der Stadt gelegene Neidpath Viaduct klassifiziert.

## Persönlichkeiten
- Robert Chambers (1802–1871) war ein Antiquar, Verleger, Geologe und Vordenker der Evolutionstheorie mit seiner Schrift: Vestiges of the Natural History of Creation
- William Graham (1887–1932), Journalist und Politiker
- Sandy Gilchrist (* 1946), Radrennfahrer